# Cutty Sark
Pour les articles homonymes, voir Cutty Sark (homonymie).
Le Cutty Sark est un voilier clipper trois-mâts carré britannique, mis à l'eau en 1869. Navire de commerce du thé britannique de Chine du XIXe siècle, puis de laine de Nouvelle-Zélande et d'Australie vers le Royaume-Uni, il est un des derniers et des plus emblématiques clippers de l'époque victorienne. Actuel navire musée depuis 1954 du National Maritime Museum de Londres, il est classé Grade I, National Historic Ship de la National Historic Fleet, et Patrimoine mondial de l'UNESCO,.

## Histoire
Ce navire de commerce de 85 m, 963 tonneaux et 32 voiles de 3 000 m2, est construit en 1869 par le constructeur naval Scott & Linton de Dumbarton en Écosse, sur des plans de l'architecte Hercules Linton (en), pour l'armateur londonien John Willis (dit « Old White Hat » John « Jock » Willis) de la Jock Willis Shipping Line (en). Ce clipper est un des derniers construits avant les bateaux à vapeur, et le dernier spécimen de cette génération de navires à être resté en bon état de conservation.

Le Cutty Sark doit son nom à sa figure de proue, inspirée de la sorcière ensorceleuse Nannie Dee du poème Tam o' Shanter, de 1790, du poète écossais Robert Burns. Comme Nannie porte une chemise trop courte, Tam la surnomme cutty-sark, ce qui signifie littéralement « petite chemise coupée » en scots (cutte ou kutte et sark pour shirt).

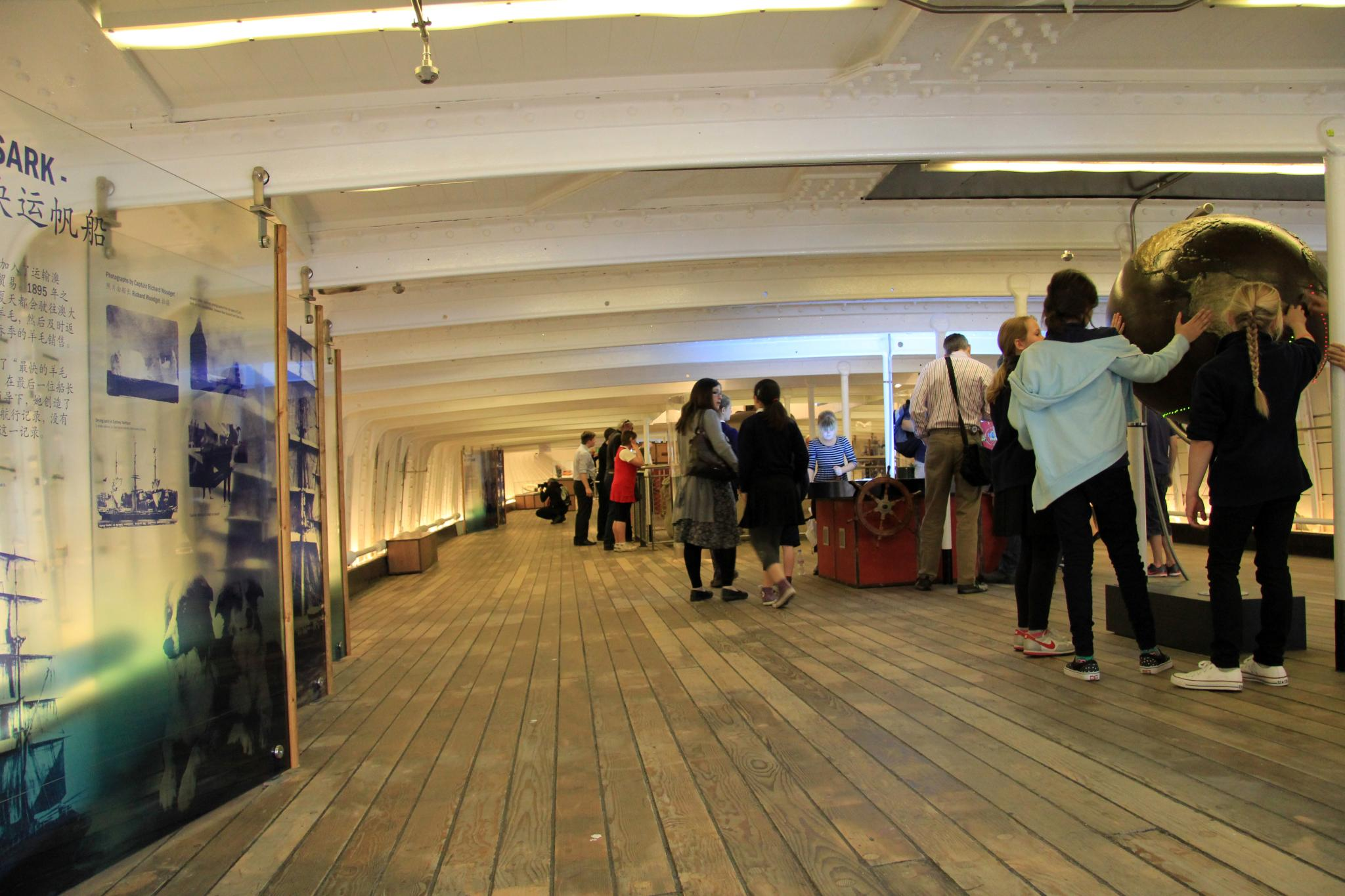
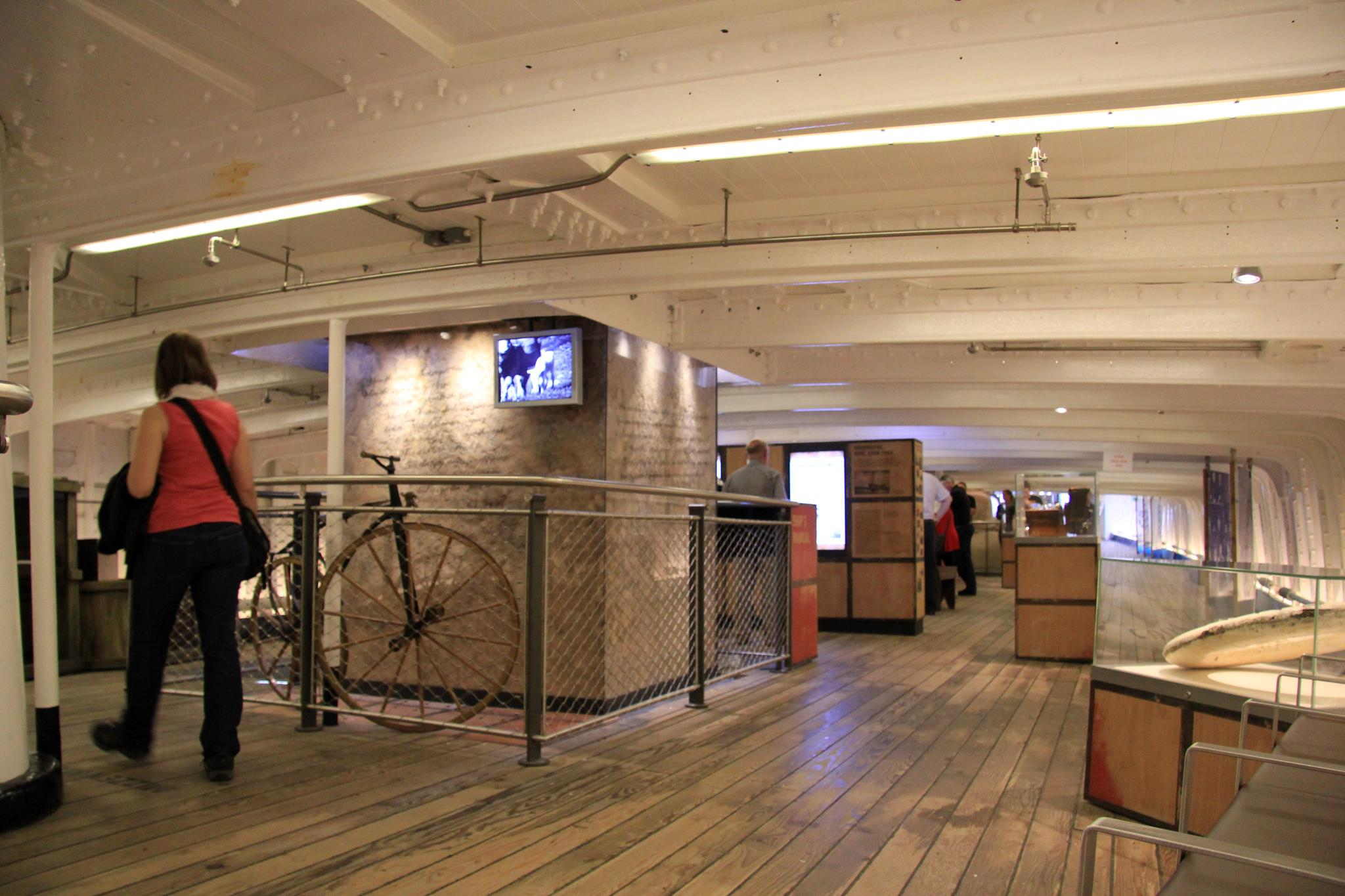

Les clippers étaient les grands voiliers les plus fins, rapides et manœuvrables de leur temps, capables de vitesses moyennes de plus de 9 nœuds (soit environ 16,6 km/h). Construits au milieu du XIXe siècle, le Cutty Sark fait partie de l'avant dernière génération de voiliers marchands avant l'apogée des grands cap-horniers en acier. De construction composite (donc équipés d'une structure métallique sous leur coque de bois, et d'un doublage en cuivre) les clippers du thé étaient, à leur époque, des fleurons de la technologie maritime d'alors.
L'approvisionnement en thé au Royaume-Uni était alors un défi commercial important de l'Empire britannique, qui faisait l'objet d'un concours annuel (the « Tea race » tel que la grande course du thé de 1866) pour qui ramènerait la première récolte de thé de Chine de la saison à Londres. Cutty Sark fut mis à l'eau le 23 novembre 1869, avec une capacité de transport de 600 tonnes de thé, sous le commandement du capitaine George Moodie (le frère de l'armateur John Willis était aussi à bord). Il fut engagé pendant deux saisons dans cette compétition, avec un grand duel en 1872, en arrivant à destination en 122 jours, une semaine après son grand rival Thermopylae (Great Tea Race of 1872 (en)). 
Il est utilisé plus tard pour le commerce de la laine d’Australie et de Nouvelle-Zélande, avec un record de traversée en 67 jours. Le Cutty Sark est crédité d'un record pour un navire de sa catégorie de 360 milles marins parcouru en 24 h (à une moyenne de 15 nœuds soit 27,7 km/h).
Comme tous les clippers à voiles, il finit par être dépassé par la concurrence des navires à vapeur. Bien que plus lents que les voiliers, ceux-ci bénéficiaient d'une régularité qui les prémunissait des aléas météorologiques. Ils pouvaient emprunter le canal de Suez de 1869 (en 42 jours au lieu de 102 jours en contournant l'Afrique par le cap de Bonne-Espérance) et s'avérèrent finalement plus rentables et fiables.
Le Cutty Sark est vendu par Willis en 1895 à la société portugaise Ferreira & Co et prit le nom de la firme, bien que l'équipage préférât le surnommer Pequena Camisola (« petite chemise » traduction directe de l'écossais cutty sark). En 1916, il fut démâté au cap de Bonne-Espérance (près du port du Cap en Afrique du Sud), puis vendu, ré-armé comme barge de transbordement du Cap, et renommé Maria do Amparo.
En 1922, après plusieurs avatars et modifications, le capitaine britannique Wilfred Dowman l'acquiert pour le faire restaurer dans son  apparence initiale, lui redonner son nom, et l'utiliser alors comme navire-école de marine marchande,.

## Navire-musée de Londres
Le Cutty Sark devient en 1954 un navire musée du National Maritime Museum (un des plus importants au monde).

Classé depuis 1997 au patrimoine mondial de l'UNESCO, il est installé en cale sèche au bord de la Tamise sur un quai du Maritime Greenwich dans le quartier de Greenwich de Londres, au voisinage de l'université de Greenwich et du Old Royal Naval College. 

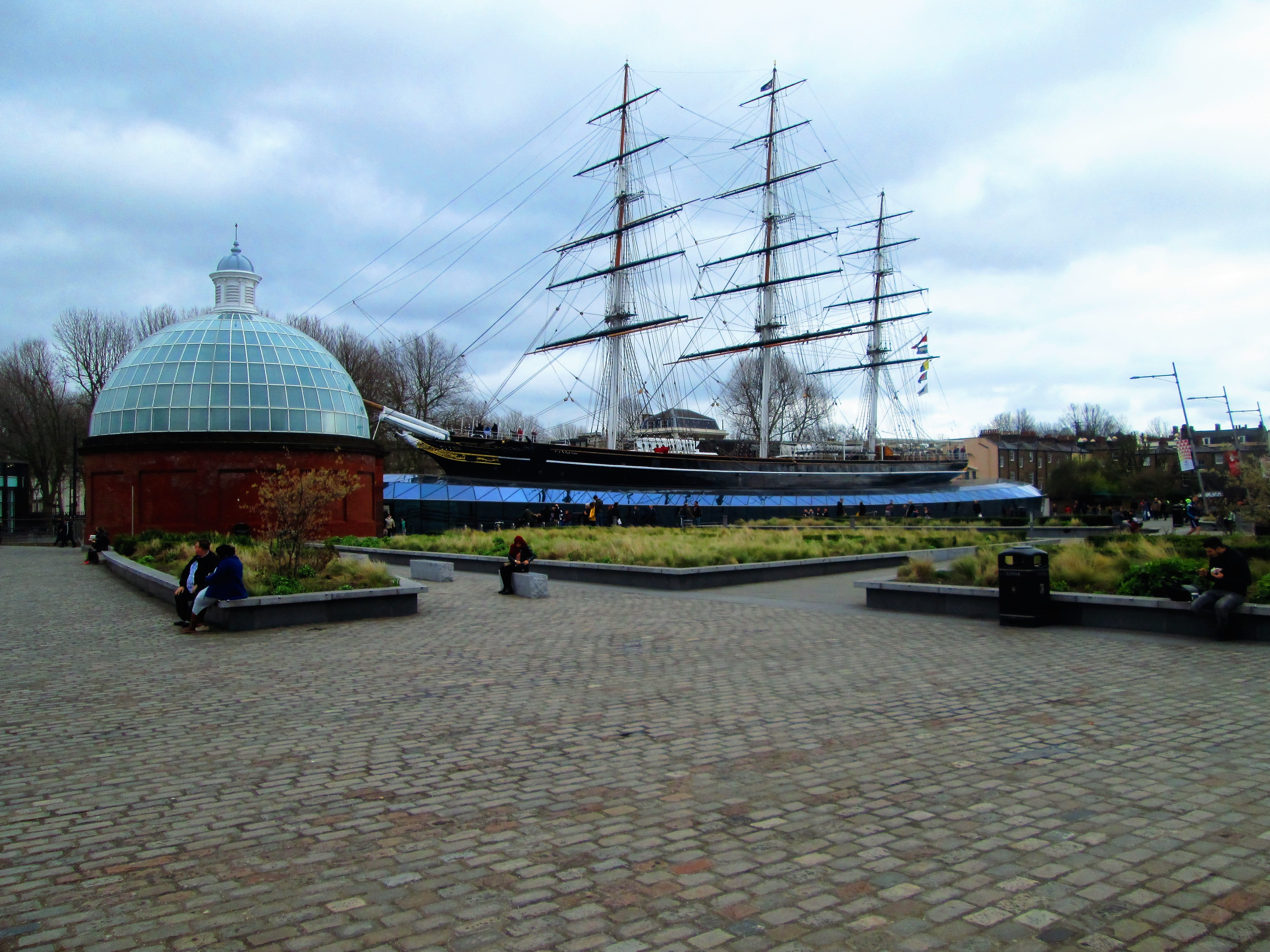
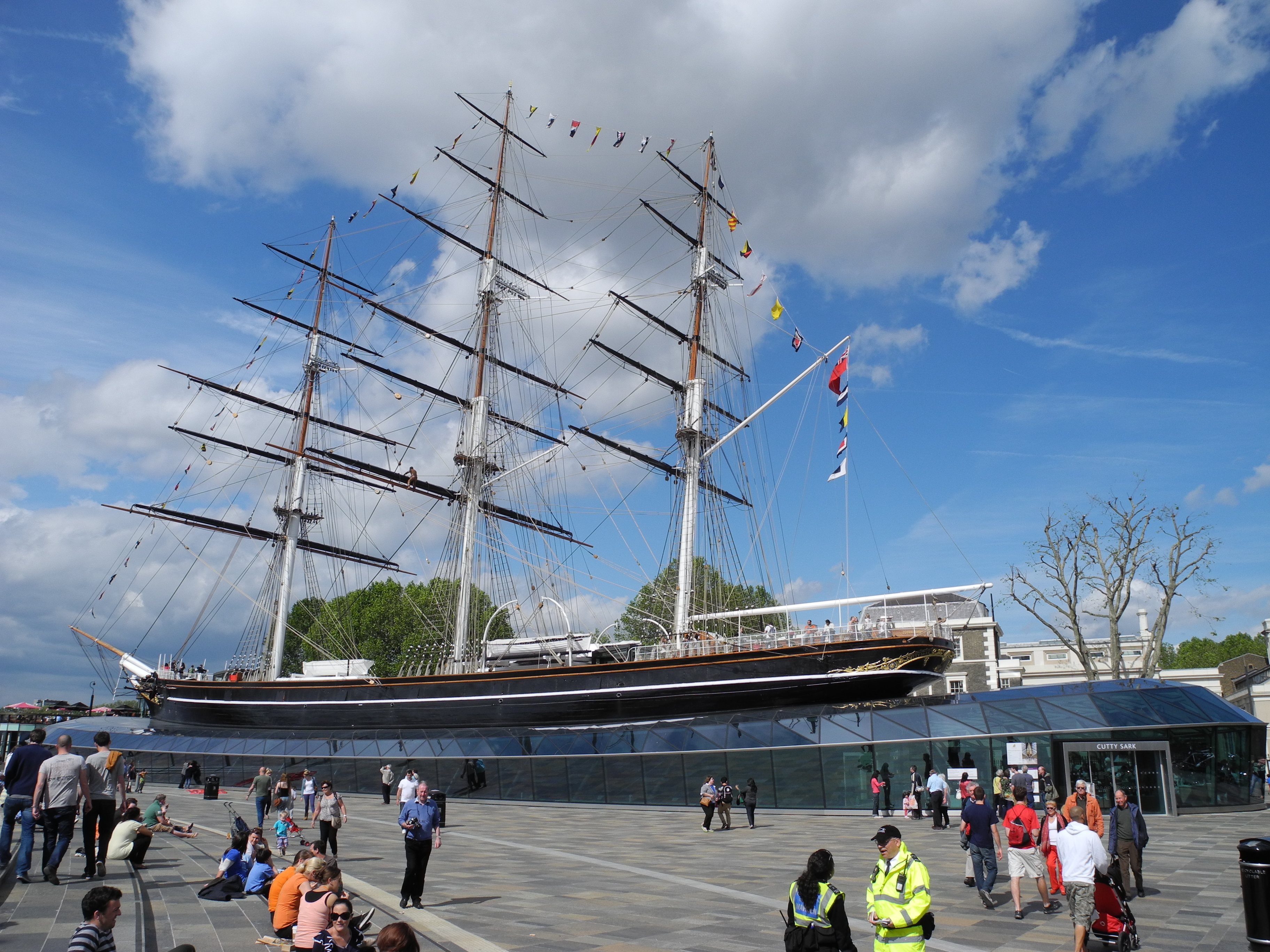
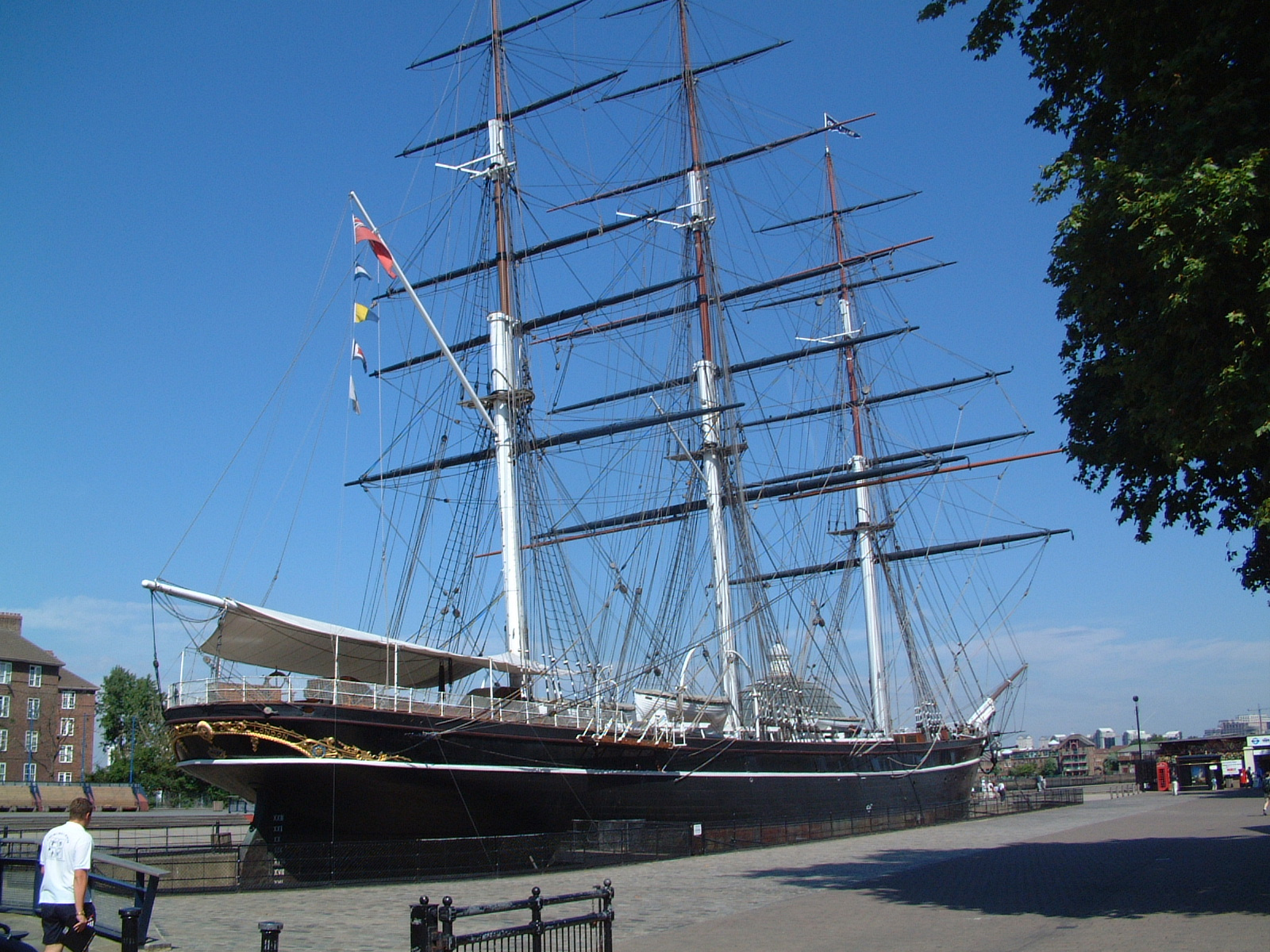

Il est le premier monument visible des visiteurs, qu'ils viennent par la London River Services (en) de la Tamise, ou par le Docklands Light Railway (station Cutty Sark).

## Projet de conservation «Saving Cutty Sark2006-2009»

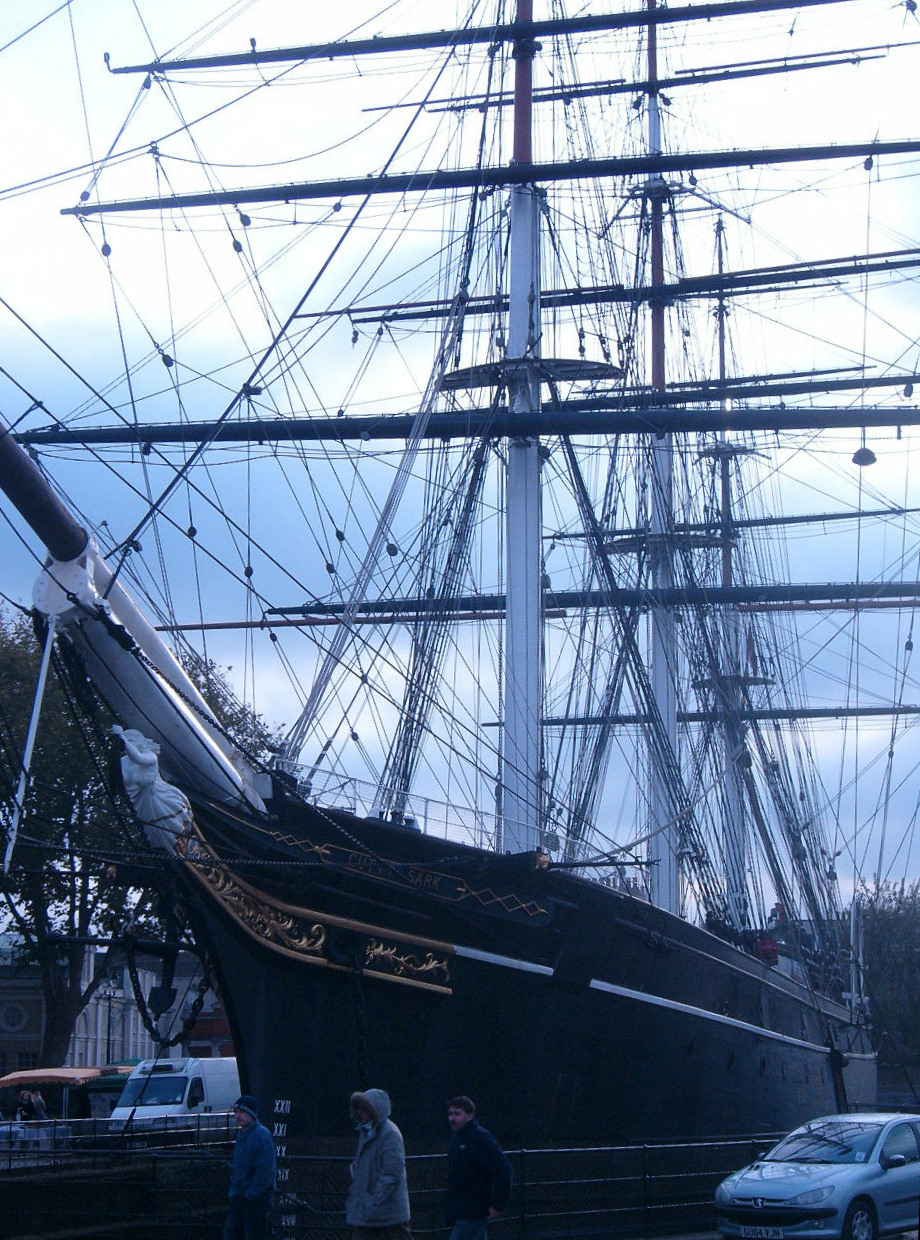
Le Cutty Sark.

Après des années où le bâtiment classé a été listé parmi les chefs-d’œuvre du patrimoine britannique en péril, un projet majeur de conservation du Cutty Sark a débuté. À la suite du lancement d'une souscription publique, ce projet débuté en 2006 devait se terminer au printemps 2009 — mais cette date devra être repoussée à cause de l’incendie de 2007, et un nouvel appel aux dons est lancé auprès du public. Le navire devait être surélevé de trois mètres pour permettre la circulation du public sous sa quille et mettre en évidence la forme élancée de sa coque. L'interstice libre entre la coque et le pourtour de la cale sèche devait également être couvert pour parachever ce nouvel espace d'exposition.

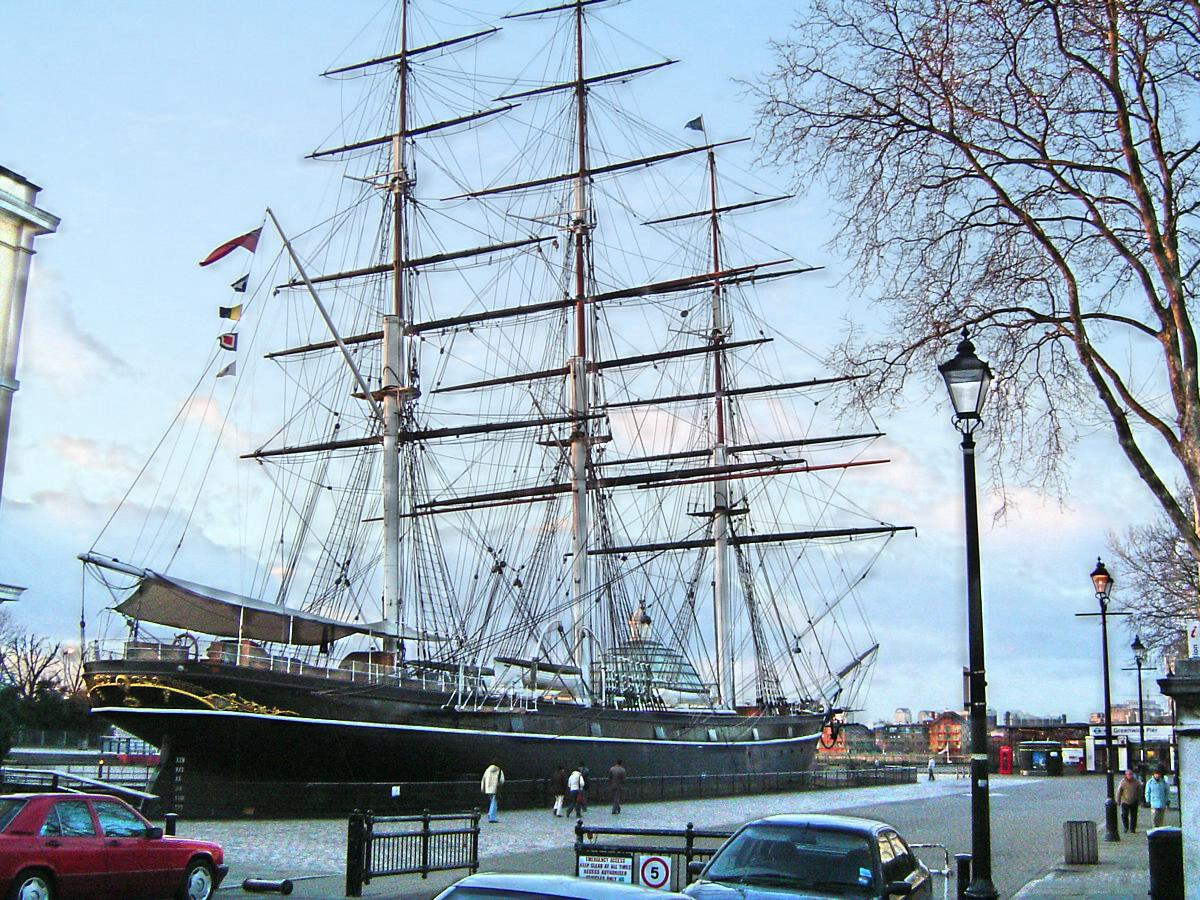
Le Cutty Sark en 2005.

Depuis le début des travaux de restauration, le Cutty Sark était fermé au public. Durant ces travaux, la mâture et les voiles furent retirés ainsi que les ancres, cloches et la majeure partie des éléments mobiliers, à l'abri dans un entrepôt au sud de Londres (à l'exception des éléments gardés sur le site d'exposition à côté du navire) ; les visiteurs pouvaient cependant connaître l'histoire de ce fameux navire-école de la Royal Navy dans un nouveau hall d'exposition à proximité de la cale sèche où se poursuivaient les travaux.
L'exposition expliquait pourquoi et comment le navire serait sauvé, et montrait un film de présentation, une recréation grandeur nature du salon d'honneur à l'intérieur du navire, et des animations interactives sur le projet de restauration. Des caméras filmaient également à distance les travaux de restauration en direct.

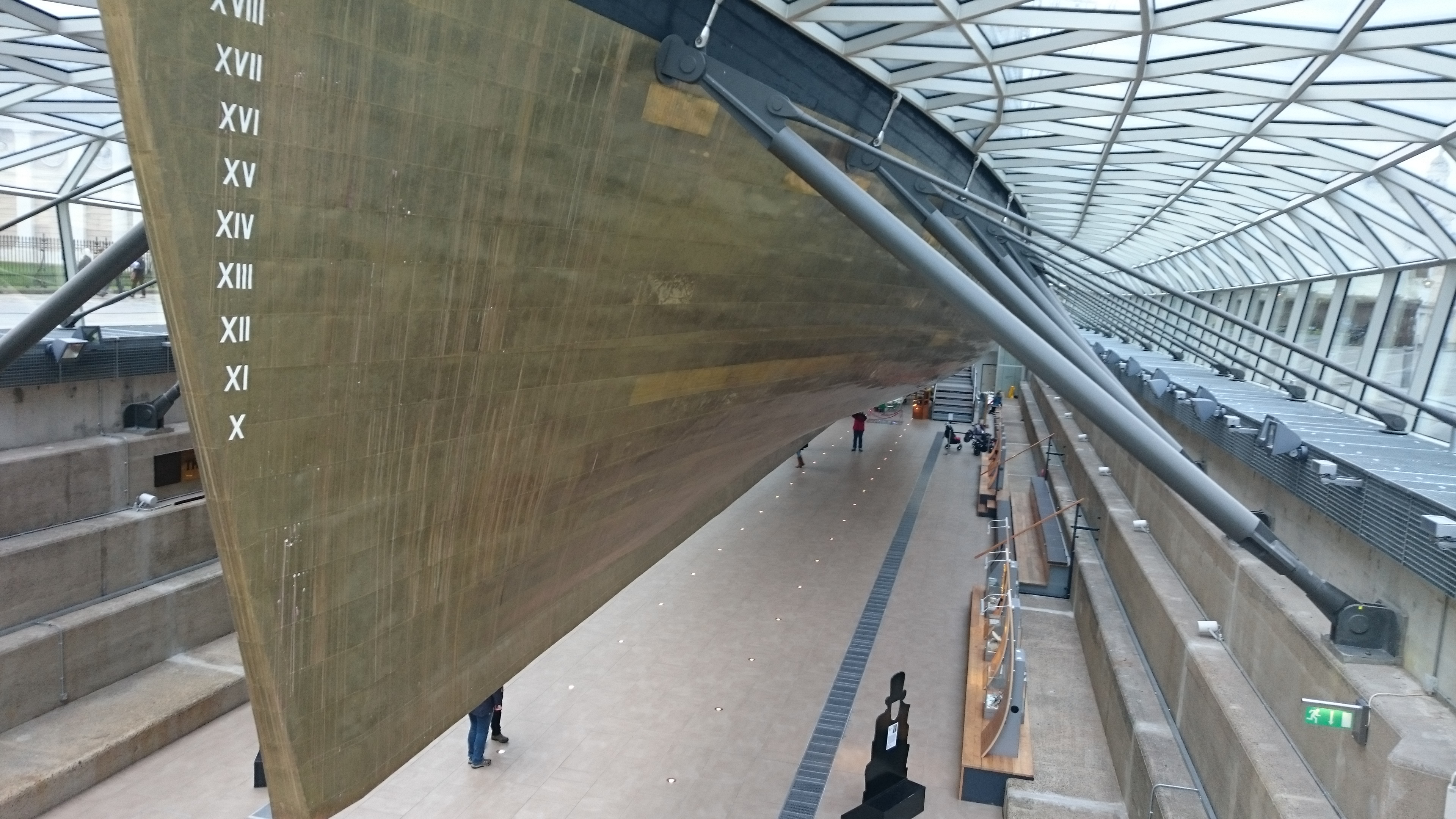
Doublage en cuivre de la coque du Cutty Sark

## Incendie du 21 mai 2007
Le 21 mai 2007, entre 4 h 45 et 6 h 28 (heure locale 

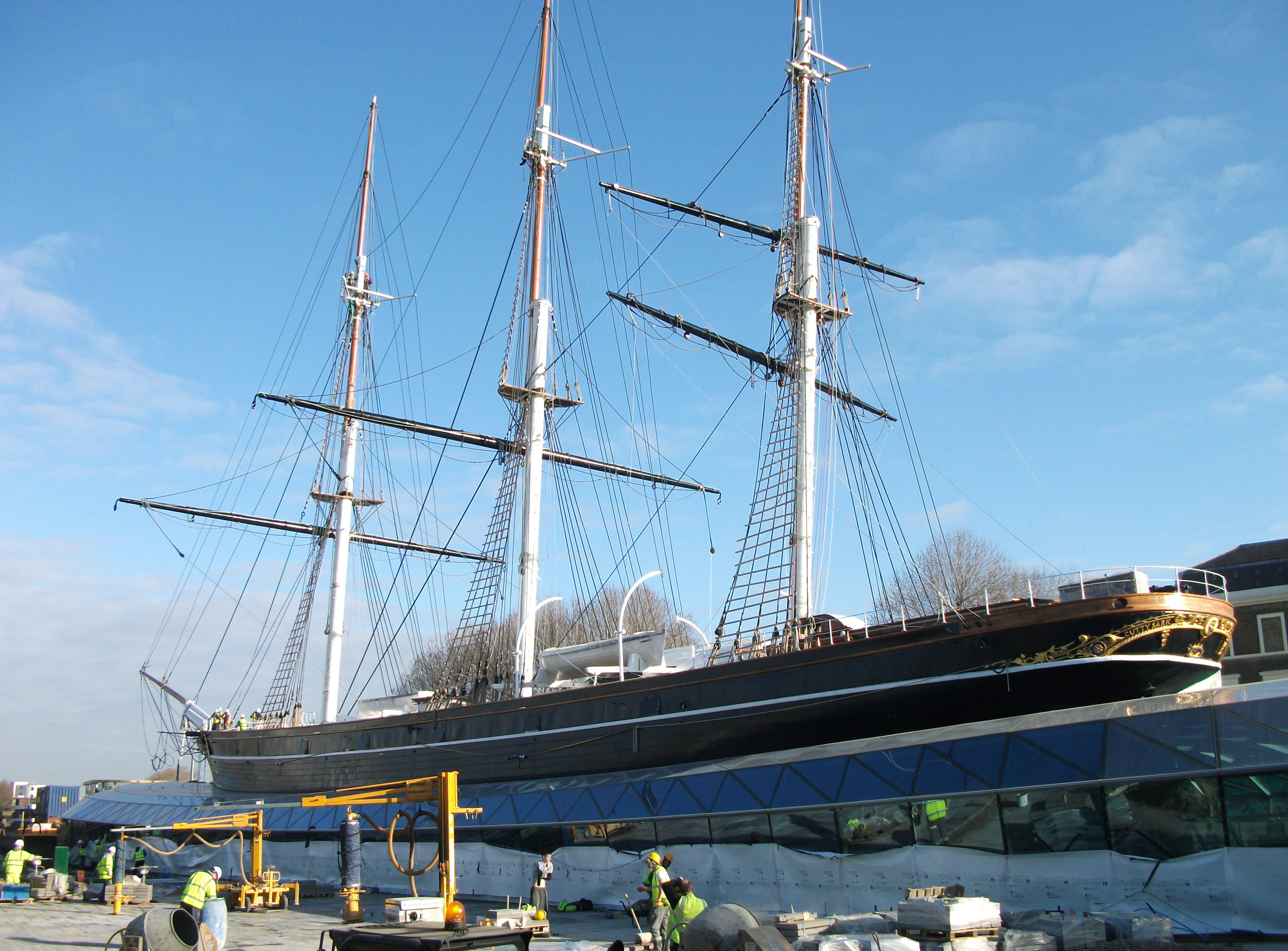
Le Cutty Sark en février 2012 : les réparations sont en cours d'achèvement.

de l'Observatoire royal de Greenwich), un violent incendie d'origine suspecte endommage gravement le navire, alors en cours de restauration. Les pompiers arrivés rapidement sur les lieux maîtrisent le sinistre en une heure et demie.
Heureusement, dans le cadre de travaux de rénovation, environ la moitié des éléments d'origine du bateau (les mâts, la majeure partie du plancher supérieur et le gouvernail), ainsi que le mobilier et l'armement étaient stockés à l'abri du sinistre. Les dommages ont affecté l'ensemble de la structure centrale du navire, mais apparemment très peu la coque ou les éléments de décoration extérieurs. La poupe si caractéristique du navire a aussi été épargnée.

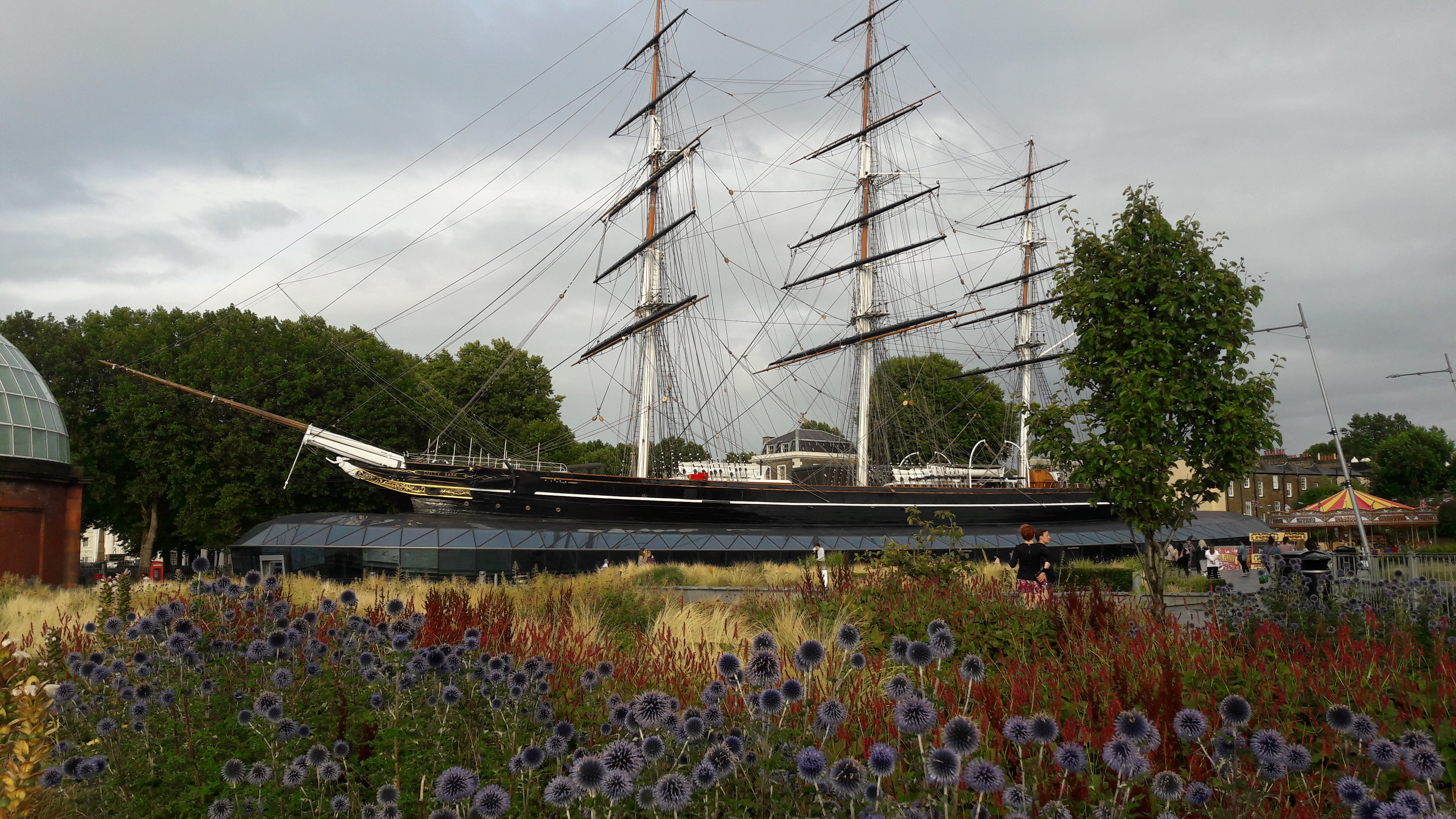
Le Cutty Sark en juillet 2017

Cependant, les éléments de charpente intérieure et la plus grande partie du plancher du pont intérieur (dont les bois dataient du XVe siècle)[réf. souhaitée], ainsi que la structure métallique soutenant l'ensemble de la coque sont trop gravement endommagés pour être conservés et devront être entièrement reconstruits. Les responsables de la société chargée de la restauration pensent qu'on pourra sauver le navire, avec un surcoût de 5 à 10 M£. Cette somme s'ajoutant aux 25 à 35 M£ initialement prévus pour le projet de restauration, qui en était au quart de la réalisation et devait concerner principalement les parties intérieures détruites par l'incendie.
En 2012, les réparations étaient en cours d'achèvement : les échafaudages étaient entièrement démontés et le dock recevait un nouveau pavage.

### Bande dessinée

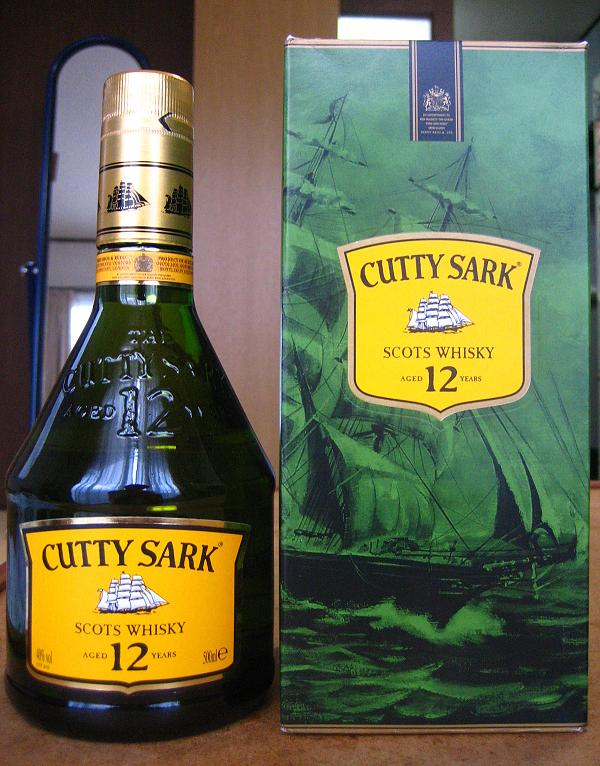
Cutty Sark (whisky)

## Les commandants duCutty Sark

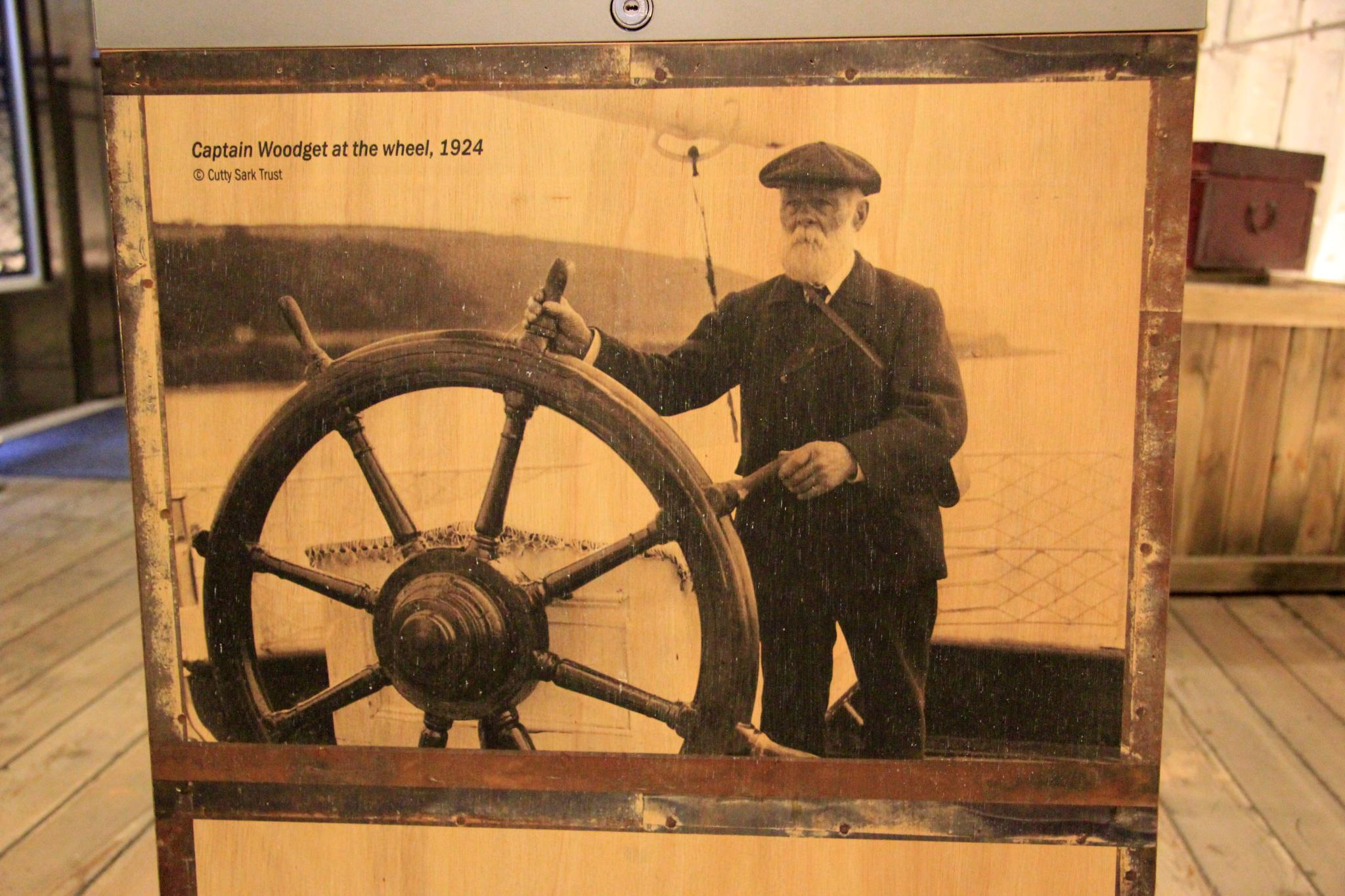
Le capitaine Richard Woodget à la barre.

- 1869-1872 : George Moodie
- 1872-1873 : Frederick W. Moore
- 1873-1878 : William E. Tiptaft
- 1878-1880 : John S. Wallace
- 1880-1882 : William Bruce
- 1882-1885 : E. Moore
- 1885-1895 : Richard Woodget (en)
- 1914-1918 : Frederico de Sousa
- 1922-1936 : Wilfred Dowman.